# Eugène Marie Louis Bridoux
Eugène Marie Louis Bridoux (Doulon (Loire-Atlantique), 24 juni 1888 – Madrid, 6 juni 1955) was een Franse generaal en minister van Oorlog tijdens het Vichy-regime.
Bridoux was, net als zijn vader, een cavalerieofficier. Hij diende bij het Tweede Huzarenregiment (1934-1936) en werd in 1938 bevorderd tot "général de brigade" en benoemd tot hoofd van de École de cavalerie de Saumur.
Als toegewijd samenwerker met de bezetter, was Bridoux achtereenvolgens secretaris-generaal van de Algemene Delegatie van de Franse regering in de bezette gebieden (20 maart 1941 tot 18 april 1942), toen minister van Oorlog (18 april 1942 - 25 maart 1943) en ten slotte staatssecretaris voor Nationale Defensie (26 maart 1943 - 20 augustus 1944).
Bridoux werd in 1941 bevorderd tot général de division en in 1942 tot général de corps d'armée.
Na de bevrijding van Frankrijk vluchtte Bridoux naar Sigmaringen in Duitsland. Daar maakte hij deel uit van de Regeringscommissie van Sigmaringen als "commissaris van de Franse krijgsgevangenen", maar hij verscheen zelden op vergaderingen. 
Na de capitulatie van Duitsland in mei 1945 werd Bridoux gearresteerd. Bridoux vluchtte op 6 juni 1947 uit de Val de Grace in Parijs en vluchtte naar Spanje waar hij overleed. Bridoux werd op 18 december 1948 bij verstek ter dood veroordeeld.